# União das Freguesias do Bombarral e Vale Covo
União das Freguesias do Bombarral e Vale Covo, kurz Bombarral e Vale Covo ist eine Gemeinde (Freguesia) im portugiesischen Kreis (Concelho) von Bombarral.
Die Gemeinde hat 6.821 Einwohner auf einer Fläche von 29,54 km² (Zahlen nach Stand 30. Juni 2011).
Sie entstand im Zuge der Gebietsreform vom 29. September 2013 durch Zusammenlegung der Gemeinde Vale Covo mit der Stadtgemeinde von Bombarral.